# Xestospongia papuensis
Xestospongia papuensis är en svampdjursart som beskrevs av Gustavo Pulitzer-Finali 1996. Xestospongia papuensis ingår i släktet Xestospongia och familjen Petrosiidae.
Artens utbredningsområde är Papua Nya Guinea. Inga underarter finns listade i Catalogue of Life.